# Gnathia halei
Gnathia halei is een pissebed uit de familie Gnathiidae. De wetenschappelijke naam van de soort is voor het eerst geldig gepubliceerd in 1973 door Cals.